# نادي سيراميكا كليوباترا
نادي سيراميكا كليوباترا لكرة القدم هو نادي كرة قدم مصري يتبع مجموعة كليوباترا، يقعُ مقره في الجيزة، صعد لأول مرة في تاريخه الى الدوري المصري الممتاز بعد تتويجه بطلا لمجموعة القاهرة في موسم 19/20 ضمن منافسات دوري الممتاز ب وهو الدوري الثاني في نظام دوريات كرة القدم المصرية. صعد من الدرجة الثالثة بعد أن أنهى الموسم الأول في موسم 2015-16.

## تاريخ النادي
تأسس نادي سيراميكا كليوباترا عام 2006/2007 كنادي شركة وصعد في موسمه الأول لدوري الدرجة الأولى للشركات ثم تحول من نادي شركة إلى نادي يتبع اتحاد الكرة المصري بداية من موسم 2007/2008 ليشارك في دوري القسم الرابع ويصعد من أول موسم إلى القسم الثالث على يد الدكتور أسامة يوسف.
وصعد النادي إلى دوري القسم الثاني واحتل في  أول موسم له المركز الرابع ونافس على الصعود للدوري الممتاز، وفي الموسم الثاني نافس الفريق بقوة على الصعود حتى الأسبوعين الأخيرين وأنهى الموسم محتلاً المركز الثالث وفي موسم 2018/2019 احتل الفريق المركز الثاني ومنعه من الصعود للدوري الممتاز نقطة واحدة فقط وفي الموسم الرابع 2019-2020 صعد نادي سيراميكا كيلوباترا إلي الدوري المصري الممتاز بعد تعادله مع جمهورية شبين سلبيًا مع الكابتن هيثم شعبان المدير الفني للفريق بعدما قمة جدول الترتيب من الأسبوع الأول إلى الأخير من عمر المسابقة.
وفي موسم 2022–23 حقق سيراميكا كليوباترا أول بطولة في تاريخه وهي كأس الرابطة المصرية

### الدوري المصري الممتاز

#### موسم 2019/2020
يوم الجمعة 11 ديسمبر 2020 حقق سيراميكا كليوباترا فوزه الأول تاريخيا في الدوري المصري الممتاز على حساب الإنتاج الحربي.

### الدوري المصري
| م  | الفريق             | لعب | ف | ت  | خ  | أ.له | أ.ع | أ.ف | نقاط |
| -- | ------------------ | --- | - | -- | -- | ---- | --- | --- | ---- |
| 12 | البنك الأهلي       | 34  | 9 | 12 | 13 | 35   | 40  | −5  | 39   |
| 13 | سيراميكا كليوباترا | 34  | 7 | 16 | 11 | 31   | 32  | −1  | 37   |
| 14 | طلائع الجيش        | 34  | 8 | 12 | 14 | 33   | 45  | −12 | 36   |

## قائمة اللاعبين
أخر تحديث 27 أكتوبر 2022

ملاحظة: تشير الأعلام إلى المنتخب الوطني على النحو المحدد في قواعد الأهلية للفيفا. قد يحمل اللاعبون أكثر من جنسية واحدة غير تابعة للفيفا.
| الرقم | البلد       | المركز | اللاعب                 |
| ----- | ----------- | ------ | ---------------------- |
| 1     | مصر         | حارس   | محمد بسام              |
| 2     | مصر         | مدافع  | أحمد هاني              |
| 3     | مصر         | مدافع  | محمد شكري              |
| 4     | مصر         | مدافع  | محمود البدري           |
| 5     | مصر         | مدافع  | رجب نبيل               |
| 6     | دولة فلسطين | مدافع  | مصعب البطاط            |
| 8     | مصر         | وسط    | محمود نبيل             |
| 9     | مصر         | مهاجم  | أحمد ياسر ريان         |
| 10    | مصر         | وسط    | شريف دابو              |
| 11    | مصر         | مدافع  | محمد ناصف              |
| 14    | مصر         | وسط    | محمد توني              |
| 15    | مصر         | وسط    | محمود عبد الحفيظ زلاكة |
| 16    | مصر         | حارس   | عامر عامر              |
| 17    | مصر         | مدافع  | أحمد رمضان             |

| الرقم | البلد   | المركز | اللاعب            |
| ----- | ------- | ------ | ----------------- |
| 18    | نيجيريا | مهاجم  | جون أوكويي إيبوكا |
| 19    | مصر     | وسط    | محمد متولي كناريا |
| 20    | مصر     | وسط    | محمد إبراهيم      |
| 21    | مصر     | وسط    | محمد عادل         |
| 22    | مصر     | وسط    | عبد الرحمن بودي   |
| 25    | مصر     | وسط    | أحمد القرموطي     |
| 26    | غانا    | مدافع  | جوستيك أرثر       |
| 27    | مصر     | وسط    | ميدو جابر         |
| 28    | تونس    | مدافع  | سيف تيكا          |
| 29    | مصر     | وسط    | صلاح محسن         |
| 30    | مصر     | وسط    | عمرو قلاوة        |
| 35    | مصر     | مهاجم  | حمزة مجدي         |
| 40    | نيجيريا | وسط    | صامويل امادي      |
| 40    | مصر     | وسط    | حسام محمد         |